# 高橋萬右衛門
高橋 萬右衛門（たかはし まんえもん、1918年1月26日 - 2004年6月5日）は、日本の植物育種学者。農学博士（北海道大学）。北海道大学名誉教授。岩手県水沢市生まれ。

## 経歴
1940年（昭和15年）北海道帝国大学農学部卒業。同年、同農学部助手（指導教授:長尾正人）。1947年北海道大学農学部助教授。1957年 北海道大学農学博士（論文「稲体の花青素着色に不可欠なる[フ]先色遺伝子の分析」）。 1965年北海道大学農学部教授。1977年（昭和52年）同農学部長。1981年北海道大学停年退官。同名誉教授。北海道武蔵女子短期大学学長。1987年（昭和62年）北海道グリーンバイオ研究所（農林水産省の研究機関）所長。1988年（昭和63年）北海道武蔵女子短期大学退職。1988年学校法人光塩学園理事。光塩学園女子短期大学副学長（~1993年）。1993年学校法人光塩学園最高顧問。1995年（平成7年）北海道グリーンバイオ研究所名誉所長。1999年北海道文教大学初代学長。2002年同学長退任。2004年北海道文教大学退職。まもなく逝去。
親族に子息・高橋是太郎（北海道大学教授）がいる

## 研究領域
細胞・分子レベルにおける植物育種の展開を研究。また、世界各地から収集した稲の標識遺伝子を比較し、全連鎖地図を解明した。

## 受賞歴
- 1963年日本育種学会賞
- 1965年日本学士院賞
- 1983年北海道文化賞
- 1989年勲二等旭日重光章
- 1992年北海道開発功労賞
- 1995年文化功労者[1]

## 著書
- 長尾正人と共著『大麦の遺伝学』（北方出版社、1947年初版・1949年再版）
- 『植物の遺伝学』（研成社、1984年）

## 駐
1. 1 2  『新訂 日本人名録 2002 そーひれ 3巻』p187
2. ↑  博論データベース
3. ↑  以上につき『目で見る光塩学園』1999.12.26　p137以下
4. ↑  『鶴岡学園創立70年史 北海道文教大学』鶴岡学園創立70周年記念誌編纂委員会編集・発行、2012年、p239
5. ↑  以上につき『北海道人物・人材情報リスト2004 か－と』（日外アソシエーツ編集・発行、2004年）p1251

| スタブアイコン | サブスタブ | この項目は、まだ閲覧者の調べものの参照としては役立たない、人物に関連した書きかけの項目です。この項目を加筆・訂正などしてくださる協力者を求めています（P:人物伝/PJ:人物伝）。 |